# Horní Heřmanice, Ústí nad Orlicí
Horní Heřmanice là một làng thuộc huyện Ústí nad Orlicí, vùng Pardubický, Cộng hòa Séc.